# Octobre 1921

## Événements
- Échec d'une seconde tentative de putsch du roi Charles IV en Hongrie. Le Parlement proclame alors la déchéance de la dynastie des Habsbourg.

- 30 septembre : coup d'État au Portugal, à la suite de la condamnation de l'ancien premier ministre Liberato Pinto. Le gouvernement d'António Granjo est destitué.

- 13 octobre : traité de Kars entre la Turquie et les républiques soviétiques de Transcaucasie.

- 19 octobre : nuit sanglante à Lisbonne. Le président du conseil conservateur António Granjo, est abattu. Les républicains António Machado Santos (pt), ministre, José Carlos da Maia (pt), ancien ministre et grand-maître de l'ordre d'Aviz, le commandant Freitas da Silva, secrétaire du ministre de la Marine, et le colonel Botelho de Vasconcelos sont enlevés et assassinés.

- 20 octobre : en Cilicie, la France conclut l’accord Franklin-Bouillon (ou accords d’Ankara) avec les kémalistes qui peuvent ainsi récupérer pour le front occidental les troupes immobilisées dans le Taurus. Plus de 100 000 Arméniens de Cilicie se réfugient en Syrie, en Égypte, en Grèce et à Chypre. Seul le Sandjak d'Alexandrette reste sous mandat français jusqu’en 1939.

- 21 octobre : l’armée espagnole contre-attaque dans le Rif, occupe la citadelle du mont Arruit, où elle découvre 3 000 soldats massacrés.

## Naissances
- 1er octobre :
  - Roger Godement, mathématicien français († 21 juillet 2016).
  - Vladimir Katriuk, nazi ukrainien puis canadien († 22 mai 2015).
  - Angelo Niculescu, joueur et entraîneur de football roumain († 20 juin 2015).
- 2 octobre : Wanda Półtawska, psychiatre polonaise († 25 octobre 2023).
- 4 octobre : Pierre Riché, historien, spécialiste du haut Moyen Âge († 6 mai 2019).
- 5 octobre : Roger-E. Régimbal, gérant, industriel et homme politique († 29 septembre 2000).
- 9 octobre : Tadeusz Różewicz, écrivain polonais († 24 avril 2014).
- 13 octobre : Yves Montand, chanteur et acteur français († 9 novembre 1991).
- 17 octobre : 
  - Tom Poston, acteur américain († 30 avril 2007).
  - Joseph Pasteur, journaliste et présentateur de télévision français († 3 avril 2011).
- 18 octobre : Jesse Helms, homme politique américain († 4 juillet 2008).
- 21 octobre : Meshoulam David Soloveitchik, Rabbin israélien († 31 janvier 2021).
- 22 octobre :
  - Georges Brassens, auteur-compositeur-interprète français († 29 octobre 1981).
  - Czesław Słania, graveur de timbres-poste, polonais († 17 mars 2005).
- 23 octobre :
  - Denise Duval, artiste lyrique (soprano) française († 25 janvier 2016).
  - André Turcat, aviateur français († 4 janvier 2016).
- 25 octobre : Michel Ier, roi de Roumanie de 1927 à 1930 et de 1940 à 1947  († 5 décembre 2017).
- 26 octobre : Roger Ranoux, homme politique français († 9 juillet 2015).
- 27 octobre : Pierre Simonet, résistant et haut fonctionnaire français  († 5 novembre 2020).
- 30 octobre : Rubens de Azevedo, astronome, dessinateur de bandes dessinées et écrivain brésilien († 17 janvier 2008).
- 31 octobre : Stanislas Staho, footballeur français († 4 juillet 2009).

## Décès
- 10 octobre : Louis Mesnier, footballeur français (º 15 décembre 1884).
- 17 octobre : Louis III, roi de Bavière (º 7 janvier 1845).
- 19 octobre : George Kendall, propriétaire des Canadiens de Montréal (º 29 décembre 1881).
- 23 octobre : Natalie Curtis, ethnomusicologue américaine, et une des premières analystes du jazz (º 26 avril 1875).
- 31 octobre : 
  - Ferdinand Chalandon, historien français (° 10 février 1875)
  - Albert Adamkiewicz, médecin germano-polonais (° 11 août 1850).